# 婆姨
婆姨是晋语地区对已婚女人的称谓。也可以指妻子。

## 本字考
婆姨一词的正确写法，应当是“婆儿”，据1942年《榆次县志》，方言一章所述：“儿、而读怡（舌微出上下齿发音）”，由此可知在当时的榆次话中“儿”字的发音是和“姨”字相同或相近的。
又该章中词汇一段中写道：“妻曰蜗（读锅）舍的，亦曰家里的，亦曰婆儿（读曰波夷）”，说明了现今“婆姨”的写法是“婆儿”之误。

## 应用地域
- 山西
- 陕北
- 内蒙古自治区部分地区